# Gabriella Vergari
Gabriella Vergari (Catania, 6 dicembre 1961) è una scrittrice italiana e docente di latino e greco.

## Biografia
Dottore di Ricerca in Filologia Greco-Latina, è autrice, insieme con G. Salanitro, A. Pavano e A. Tedeschi di una letteratura latina, Imago maiorum, Ct, 2010, ISBN 8877966483. Scrive testi narrativi e per il teatro, ricevendo segnalazioni e riconoscimenti, quali, ad esempio, il primo premio “Una fiaba per l'Europa”, della C.I.E. di Caltagirone 1990, e il primo premio per il racconto Don Luigi, III edizione (1992) del premio “Giovannino Guareschi”, indetto dal Club dei Ventitré, Roncole Verdi. Dalla sua collaborazione con riviste, periodici culturali e/o turistici, quale ad esempio Margutte. Non-rivista online, sono anche nati molteplici interventi e articoli, come quello su Mineo, nella monografia realizzata per Kalòs, agosto 1996, o quelli inseriti in Vivere, il magazine che dal 1992 al 1995 è stato mensilmente distribuito con il quotidiano La Sicilia. 
Dal 1987, insegna latino e greco nei licei classici, partecipando a sperimentazioni didattiche e collaborando con l'editoria scolastica. Nel 2006 ha ricevuto la “Menzione d'onore” con medaglia d'oro dall'AICC di Messina.
Ha inoltre curato recensioni di saggi, presentazioni e prefazioni di opere di poesia e narrativa, venendo anche spesso invitata, in qualità di relatrice, a manifestazioni, convegni e giornate di studi, quali la II Rassegna Nazionale di Opere Classiche “Teatro-Scuola”, col patrocinio dell'INDA, o la 28ª edizione del Premio Brancati, Zafferana Etnea. Ha anche partecipato a Salotti Letterari e Incontri con l'autore e da autore.
Componente della giuria del Premio Efesto, sezione teatro - Mariella Lo Giudice, tiene anche corsi di Scrittura Creativa per ragazzi.

## Opere
- La Professoressa Aglietti non era Robert Capa, Nonsolopoesie Edizioni, To, 2023, ISBN 9791281178090
- Mondi à la Carte, CTL Editore, Li, 2023, ISBN 9788833875378[3]
- Magie d’amore 2.0, Giuliano Ladolfi Editore, Cn, 2020, 978-8866445104[4]
- Capriccio Siciliano, Carthago, Ct, 2018, con prefazione di Vincenzo Spampinato, 8894934160; 978-8894934168
- Volteggi. Orizzonti di immagini e parole, con Franco Blandino, Youcanprint, 2018 [edizione cartacea, ISBN 9788827805657; ma anche in e-book a layout fisso ISBN 9788827827550 e mobile ISBN 9788892697904][5]
- Alla ricerca della luce, in Antonio Santacroce[6], Diva Agata nelle Stanze del Sogno, Ct, 2015, pp.157 segg.
- Mostri, delfini, sirene nel racconto del mare, conferenza-spettacolo per la stagione estiva dell'Assessorato alla Cultura di Catania[7], presso Museo del mare di Catania[8], 23 giugno 2012
- Species. Bestiario del terzo millennio, Boemi, 2012 prefazione di Francesco Gallo,[9] critico d'arte ISBN 88-906460-3-9
- Coautrice con Carmen Consoli, Giuseppe Bonaviri, Andrea Camilleri, Ottavio Cappellani, ecc… di SCUPA!, spettacolo inserito nel cartellone di Etnafest 2008, regia Guglielmo Ferro
- L'isola degli elefanti nani, AG Catania 2003, ISBN 9788889942154
- Mineo, in Kalòs, agosto 1996[10]
- Ereia  (fotografie di A. Garozzo), VII vol. della collana Continente Sicilia, Domenico Sanfilippo Editore, 1994, con prefazione di Renzino Barbera[11] ISBN 88-85127-17-7
- Segnali e sguardi (con A. Scandurra), pièce teatrale per la mostra della pittrice Hilda Agnini, regia di Gianni Salvo del Piccolo Teatro di Catania
- Sirene, Chimere ed altri animali, Solfanelli, Ch, 1993, prefazione Rita Verdirame[12], Libreria L'Angolo
- Inganni Cortesi, Il Girasole edizioni, Valverde Catania, 1990[13]

## Articoli Scientifici
1. Con G. Salanitro, A.Pavano, A.R.Tedeschi, la letteratura latina Imago Maiorum, Catania 2010;
2. Il dono ambiguo. Seduzione e fascino della musica nel mito antico, Zetesis, I, 2019, Mi, pp. 48-56;
3. Seneca, erma bifronte nella coscienza dell’Europa, Zetesis, 2, 2017,Mi, pp. 24-31;
4. Il ritorno del guerriero, Appunti Romani di Filologia, XVII, 2015, pp. 119-129;
5. Cicerone e il male, Zetesis XXXV (2015), 1, Mi, pp. 6-14;
6. Mostri, delfini e sirene nel racconto del mare, Zetesis, XXXIV (2014),2, Mi, pp.40-58;
7. Le Sirene Eterne, Margutte- non rivista- on-line, 15 marzo 2014;
8. Collaborazione alla stesura del volume: Un ponte per l'Università, a c. di G. Zanniello, quaderni ARCES 6, Palumbo 2008;
9. Dall'uomo-asino all'uomo-insetto, percorsi di metamorfosi nel tempo, Sileno, XXXII, 1-2/ 2006, Fi, pp. 215 ss.;
10. Il Magma, il fuoco e la legge di Zeus, SicGymn, N.S. a. LVI, n.1, Ct, 2003, pp.23 ss.;
11. Micro- e macro-ipotesti in un'orazione di Michele Psello, Byzantinische Forschungen, Amsterdam, 1990, pp. 317 ss.;
12. Michele Psello, Per la figlia Stiliana (introd.e trad.), in AA.VV., Cultura e politica nell'XI secolo a Bisanzio, Catania, 1988, pp. 155 ss.;
13. Michele Psello e la tipologia femminile cristiana SicGymn, 40, Ct, 1987, pp. 217 ss.;
14. Per una riedizione dell'Epitafio per la madre di Michele Psello, Orpheus, Ct, 1987, 2, pp. 396 ss.;
15. Osservazioni sulla tradizione manoscritta dell'Epitafio di Psello per la figlia Stiliana, Orpheus, Ct, 1986, 2, pp. 345 ss.;
16. Sull'Epitafio pselliano per la figlia Stiliana, in AA.VV, Studi di Filologia Bizantina, III, Ct, 1985. pp. 69 ss.

## Antologie
- Sapori, AA. VV.,  La Sicilia in 45 giri, L’Erudita, Roma, 2020;
- On the road, AA.VV., Quanto dura un tramonto, Algra, CT, 2020;
- Liturgie, AA. VV., Tracce di desiderio, Algra, CT, 2020
- 5000 Battute, Spazi Inclusi, AA.VV., Come i miei occhi, Roma, 2018;
- Variazioni in filigrana, AA.VV., Da una panchina – Variazioni in rosso, Algra, CT, 2018;
- Lettere a Maria Occhipinti,a c. di F. Toscano, ediz. Arianna, 2018;
- Rimpianti, AA.VV:, Le Smanie della Villeggiatura, L’Erudita, Roma, luglio 2017;
- Rivelazioni, AA.VV., Ci rifaremo vivi, Algra, CT, 2018;
- Moto Perpetuo, AA.VV.,  All’imbrunire, Algra, CT, 2018;
- Percorsi, AA.VV, Zenith, Algra, Ct, 2017;
- Customer care ovvero delle scelte, AA.VV., Aurore, Algra, CT, 2017;
- Nella ragnatela del silenzio, AA.VV., Voci di Donna, L’Erudita, Roma, dicembre 2016;
- L’Azzardo della Carezza, AA.VV., Quel che il mare non sa dire, Algra, CT, 2016;
- Il ritorno del silenzio, AA.VV. I come  e i perché: i racconti del Premio Gianni Brera, Pavia, 2001